# Quitilipi (kommunhuvudort i Argentina)
Quitilipi är en kommunhuvudort i Argentina.   Den ligger i provinsen Chaco, i den norra delen av landet, 900 km norr om huvudstaden Buenos Aires. Quitilipi ligger 88 meter över havet och antalet invånare är 32 083.
Terrängen runt Quitilipi är mycket platt. Quitilipi är det största samhället i trakten.
Omgivningarna runt Quitilipi är huvudsakligen savann. Runt Quitilipi är det glesbefolkat, med 13 invånare per kvadratkilometer.